# Aleuroclava nachiensis
Aleuroclava nachiensis es un hemíptero de la familia Aleyrodidae, con una subfamilia: Aleyrodinae. Fue descrita científicamente en 1963 por Takahashi.